# Jowica Tasewski-Eternijan
Jowica Tasewski-Eternijan (cyryl. Јовица Тасевски-Етернијан, wym. [jovitsa tasevski eternijan]; ur. 25 lipca 1976 w Skopju, Macedonia) – macedoński poeta i pisarz.
Pracę magisterską obronił na Wydziale Filologicznym „Błaże Koneski” w Skopju, na katedrze powszechnej i komparatywnej literatury.
Autor książek: 
- „Нешто се слуша” (poezja, 1995 r.),
- „Визии. Глагол” (poezja, 1997 r.),
- „Веда” (poezja, 1998 r.),
- „Постојното, плимата” (krytyka literacka, eseje i studia, 2000 r.),
- „Клатно” (poezja, 2001 r.)
- „Небесни стражи” (poezja, 2004 r.).

Z Mają Apostoloską dokonał wyboru macedońskiej współczesnej poezji z motywami biblijnymi, religijnymi oraz apokryfowymi, który ukazał się jako numer monograficzny (11 grudnia 2000 r.) w czasopiśmie literacko-kulturowo-artystycznym „Стремеж”-Prilep. Tasewski-Eternijan ułożył antologię najmłodszej poezji macedońskiej „Неидентификувана небесна дојка” (2001 r.). Opublikował unikatowy manifest integrujący nurty literackie. Publikuje poezje, recenzje i tłumaczenia w periodykach. 
W 2006 r. opublikował książkę „Посоки и огледи” (krytyka literacka, eseje, studia). Poezję publikował w kilku antologiach (przekładana na wiele języków).
Jest członkiem Stowarzyszenia Literatów Macedońskich. Pracuje w NUB Św. Klemens Ochrydzki w Skopju.